# Träslottet
Träslottet, även Hans-Anders, är en hälsingegård i Koldemo i Arbrå i Hälsingland. Gården, som är bevarad utan några större förändringar sedan början av 1900-talet, omvandlades till ett kulturcentrum på 1960-talet av Willy Maria Lundberg. Den är ett besökscenter för världsarvet Hälsingegårdar.

## Historia
Koldemo by ligger i en flack sluttning ned mot Ljusnan i öster. Byn växte mellan 1542 och 1700-talets början från sex till tolv hemman. Hans-Anders var då en medelstor gård om 6 öresland att jämföra med byns totala 108 öresland. Järnvägen till övre Norrland drogs genom byn 1879 och laga skifte genomfördes 1896. I samband med skiftet upprättades en byggnadsbeskrivning över gårdens 15 byggnader, som visar hur ovanligt väl gården bevarats sedan dess. Den sista generationen jordbrukare Erik Persson och Marta Jonsdotter Person avled 1935 respektive 1949 utan bröstarvingar. Gården testamenterades till Arbrå kommun tillsammans med parets tillgångar som blev en fond öronmärkt för barnhemsverksamhet eller liknande syften. Hans-Anders kom att hyras ut till olika ändamål, medan barnhemsverksamheten drevs i Backa.
Med tiden blev gården mest en ekonomisk belastning för stiftelsen, eftersom den krävde löpande underhåll medan intäkterna var små. I början av 1960-talet letade Willy Maria Lundberg efter en inspirerande miljö som kunde illustrera vikten av kvalitetstänkande i design och produktutveckling. Föreslaget om att ta över Träslottet lämnades 1963, varefter ladugården byggdes om till servering. Gården fick också en lekplats och den gamla fruktträdgården omvandlades till kryddträdgård. Kommunen bidrog genom att anlägga en ny större parkeringsplats och flyttade 1966 dit ett härbre som inreddes som turistbyrå. Träslottet hade efter Lundbergs övertagande som mest uppemot 300 000 årliga besökare.
Sedan 2008 förvaltas Träslottet utanför Lundbergs familj. Året efter att Vännernas Trådgård HB gått i konkurs 2012 tog Modig Kultur & Design AB över arrende och drift. År 2016 tog Smått och slott AB över som ytterligare en arrendator. Verksamheten omfattar bland annat kosläpp samt restaurangverksamhet och hantverksförsäljning.

## Huvudbyggnaden
Hans-Anders mangårdsbyggnad är sannolikt gårdens äldsta, men dess exakta ålder är inte känd. Husets tapeter och interiörmåleri är i den stil som var vanlig vid 1800-talets mitt och spishällen visar årtalet 1861. Den låga takhöjden talar dock för att gården är äldre och byggnadens yttre för tankarna till sekelskiftet 1800. Huset är klätt i stående träpanel, men till skillnad från gårdens övriga hus är fasaden omålad. Mangårdsbyggnaden är hopbyggd med en ladugård och gårdens stall.

### Interiör
Farstun är förhållandevis liten och ingången till den raka trappan upp till övervåningen är dörrförsedd. Tapeten är en faksimil av den tapet som finns i stora salen, under tapeten är väggarna gråmålade vilket är en mer vanligt förekommande väggdekoration i en hälsingegårdsfarstu. Stora salen på bottenvåningen har ljusinsläpp från två väderstreck genom lågt sittande fönster. Taket är bred lockpanel och väggarna täcks av originaltapet från mitten av 1800-talet. Bortom salen ligger två mindre kammare med varsin kakelugn. Både väggarna och golvet är dekorationsmålade under 1960-talet, men i gammal stil. Köket till höger om farstun har murad bakugn och järnspis. Väggarna är lerputsade och målade med röd-vit marmorering, också detta dekorationsmåleri är utfört på 1960-talet enligt äldre principer. Under delar av salen och kamrarna finns en välvd källare med ingång från farstun.
Övervåningens förstuga är dekorerad med marmorering i gott skick. Fälten ramas in av målade pelare med korintiska pelarhuvuden i guldimitation. "Timmersalen" på övervåningen var tidigare väldekorerad med måleri, men de lär ha skurits ned och flyttats till en annan gård som senare brann ned. De fragmentariska rester som ändå blev kvar städades bort när byggnaden skulle bli "träslott". Golv, bröstpanel, väggpanel och tak är i omålat trä. Endast den målade taklisten och rester av en målad kolonn invid spisen vittnar om den stil rummet en gång i tiden var dekorerat i. Bortom salen finns en smal kammare med ljusinsläpp från tre hål. Dekorationsmåleriet går i ljusa färger med schablonmåleri som ramar in turkosa fält. Bröstpanelen är ljust gul och taklisten dekorerad med blomstermåleri. Både salen och kammaren värms upp kistspisar. Dekorationsmåleriet på övervåningen är troligen genomfört av Göras Hans Hansson, en av de målare som inspirerats av Jonas Wallström. På motsatt sida om trapphallen från salen sett finns två förvaringsrum och en stege till vinden som inte begagnats några särskilda dekorationer.

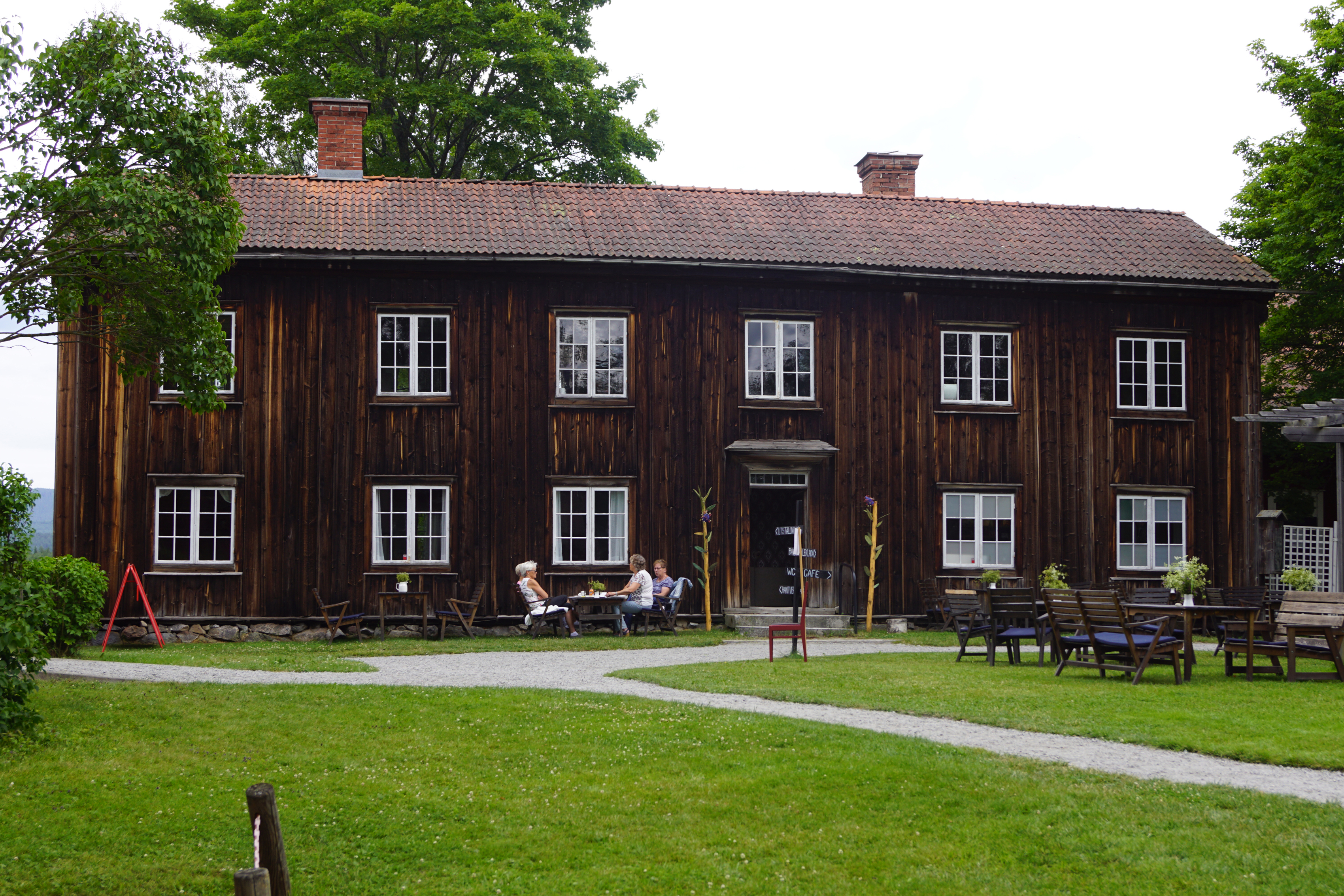
Huvudbyggnadens framsida
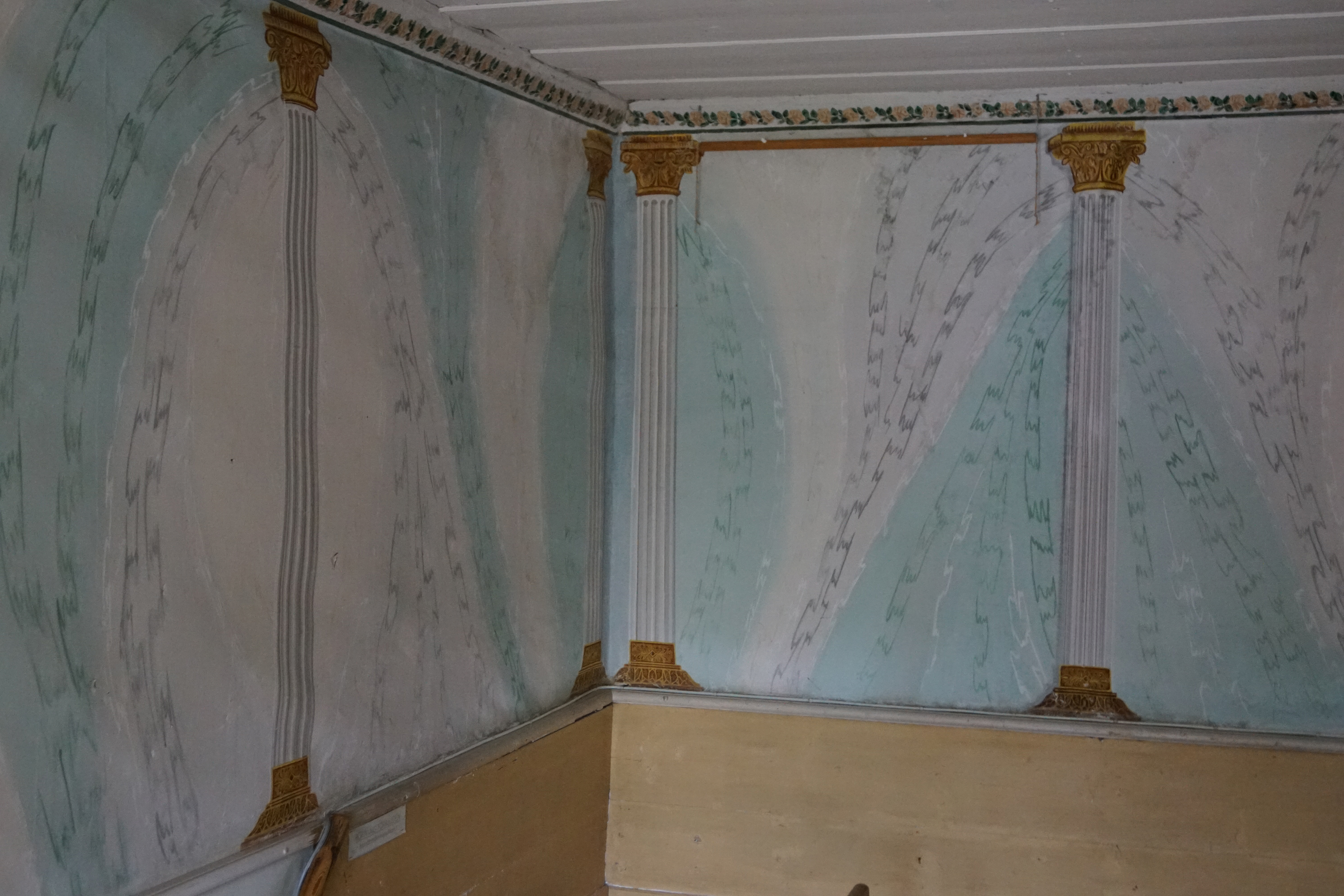
Interiör från övervåningen med målade pelare i korintisk stil
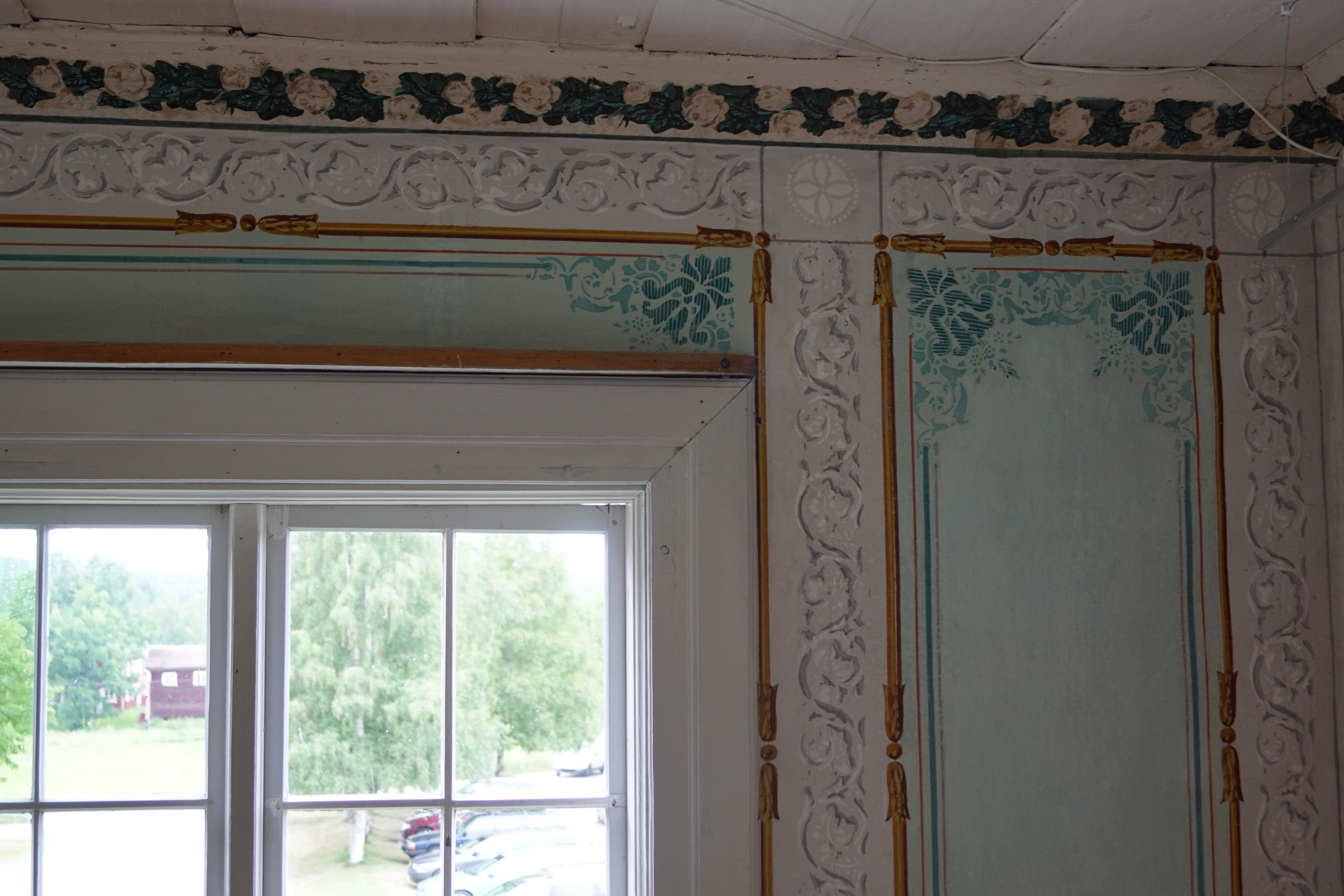
Interiördetalj från övervåningens kammare

## Övriga byggnader

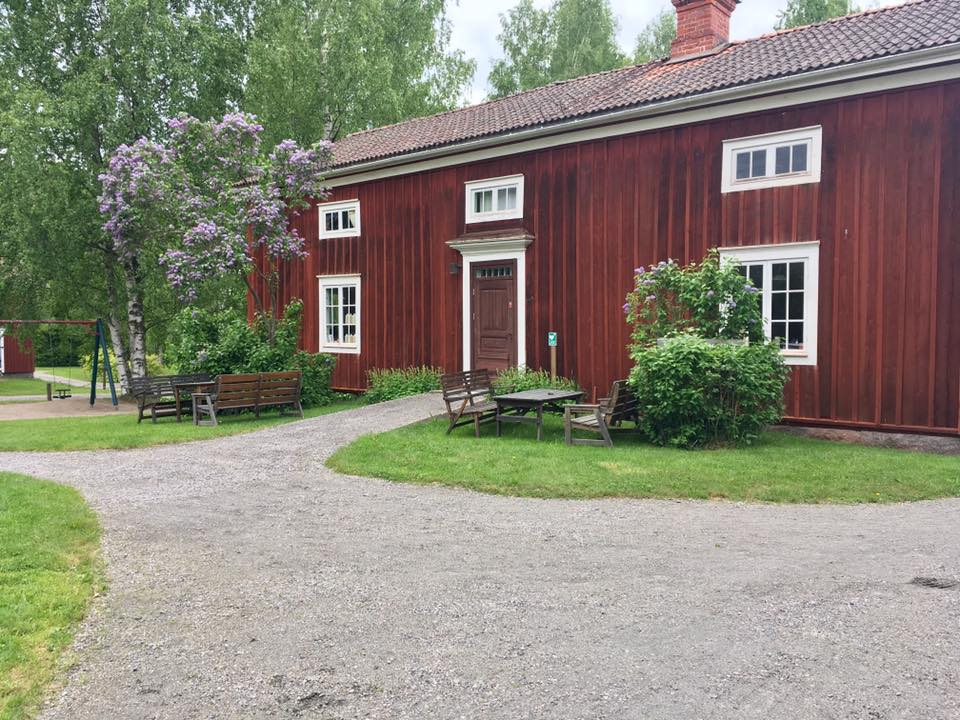
Lisas hus

### Lisas hus
Byggnaden uppfördes efter att det föregående huset som stått på platsen brann ned under 1800-talet. Vid laga skifte på 1890-talet noterades den som rödfärgad i utmärkt skick, sannolikt var den då relativt nybyggd. På bottenvåningen finns en välbevarad större sal utan eldstad dekorerad med originaltapet. Interiören i resten av byggnaden renoverades under 1930-talet och försågs med vatten och avlopp. I skifteshandlingarna benämns huset barstuga, vilket kan betyda att den var en samlingsplats för fester och andra sammankomster.

### Ladugården
Ladugården var sammanbyggd med huvudbyggnaden vid skiftet och är det ännu. I övergången mellan husen ligger en bryggstuga som i samband med Lundbergs ombyggnationer inreddes som grovkök åt gårdens kafé. Själva ladugården som ursprungligen hade rum för 14 nötkreatur är också ombyggd, men ursprungliga takstolar och en eldstad i rummets mitt är bevarade. Under ladugården finns ett timrat småfähus, vars timmer bytts ut flera gånger eftersom konstruktionslösningen blir känslig för väta och ruttnar fort. Invid fähuset finns en tegelmurad svinstia.

### Stallet
Även stallet är sammanbyggt med huvudbyggnaden via ladugården. Mjölkkammaren är inredd med kakelugn, vilket kan betyda att den användes som drängbostad. I vinkeln mellan ladugården och stallet ligger en tilltagen foderskulle som byggts till i slutet av 1910-talet. Själva stallet är fyrkanstimrat med en vindsvåning som förvaringsutrymme.